# دانييل بيل
دانييل بيل (بالإنجليزية: Daniel Bell)‏ (و. 1919 – 2011 م) هو عالم اجتماع، وكاتب، وأستاذ جامعي، وصحفي، وعالم حاسوب، من الولايات المتحدة، ولد في نيويورك، وكان عضوًا في الأكاديمية الأمريكية للفنون والعلوم، والجمعية الأمريكية للفلسفة، توفي في كامبريدج، ماساتشوستس، عن عمر يناهز 92 عاماً.

## التعليم
تعلم في جامعة كولومبيا، وكلية مدينة نيويورك.

## جوائز
حصل على جوائز منها:
- زمالة غوغنهايم
- جائزة وليم إدوارد بورغاردت دو بويز للابتعاث الوظيفي المتميز [الإنجليزية]‏.

## روابط خارجية
- دانييل بيل على موقع الموسوعة البريطانية (الإنجليزية)
- دانييل بيل على موقع مونزينجر (الألمانية)
- دانييل بيل على موقع إن إن دي بي (الإنجليزية)